# Viale della Libertà (Palermo)
Viale della Libertà è uno dei principali assi viari di Palermo.

## Posizione
La strada è una naturale prosecuzione della via Ruggero Settimo, che a sua volta è la prosecuzione della seicentesca via Maqueda. Si trova nella zona centro settentrionale della città.

## Storia
Lo sviluppo del viale della Libertà inizia nel settecento, anche se in realtà da principio la nobiltà palermitana era molto restia ad allontanarsi dal centro intra moenia, perché la zona era considerata aperta campagna destinata ad agrumeto.
 La prima vera spinta verso Nord per lo sviluppo della strada avvenne alla fine dell'Ottocento grazie all'Esposizione Nazionale la cui sede provvisoria venne posta proprio all'inizio del viale. Al termine della mostra la struttura espositiva venne abbattuta e la zona iniziò ad essere lottizzata con villette realizzate dai migliori architetti dell'epoca. Tra queste le ville Genuardi, Raineri, Salandra e Scandurra di Giovan Battista e Francesco Paolo Palazzotto, e la villa Deliella di Ernesto Basile, tutte distrutte mentre, ancora esistenti, una palazzina abitata dai Florio, la palazzina Alliata Cardillo, la palazzina Fatta della Fratta, e altre.
 Attualmente è una delle vie cittadine più prestigiose. Sull'asse insiste la villa Zito, sede della pinacoteca della Fondazione Sicilia.

## Struttura
Attualmente la strada è visivamente distinta in due tronconi, il primo, più antico è quello più vicino al centro storico, è caratterizzato da una tripla carreggiata, una centrale destinata al solo transito dei veicoli, e due laterali, più piccole, separate dalla carreggiata centrale da ampi marciapiedi, questa zona inizia dove termina la Via Ruggero Settimo e termina a Piazza Croci e venne definita da Richard Wagner gli Champs-Élysées di Sicilia. Il secondo troncone inizia all'altezza del Giardino Inglese, le carreggiate laterali vengono occupate dal giardino e successivamente dagli edifici. Questo è il tratto più moderno e molto più lungo rispetto al tratto iniziale.